# Copidita biparticollis
Copidita biparticollis là một loài bọ cánh cứng trong họ Oedemeridae. Loài này được Pic miêu tả khoa học năm 1928.